# 살라흐 아부드 마흐무드

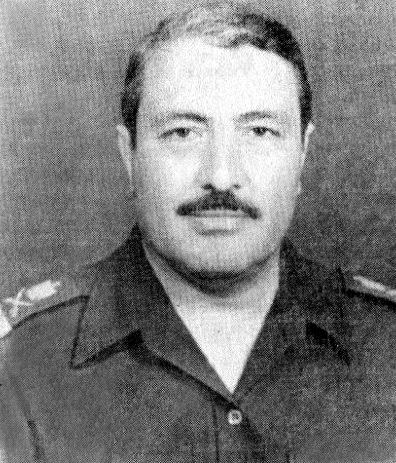

살라흐 아부드 마흐무드(1942년~2024년 6월 21일, Salah Aboud Mahmoud, صلاح عبود محمود)는 이라크의 군인이다. 사담 후세인의 통치 기간 동안 군대 사령관이었다.
1980년~1988년 이란-이라크 전쟁에 참전하였고, 1991년 1월 29일 걸프 전쟁 당시 사우디아라비아의 도시를 침공하였다.